# (23877) Gourmaud
(23877) Gourmaud est un astéroïde de la ceinture principale découvert le 16 septembre 1998 par le OCA-DLR Asteroid Survey. Il est nommé en l'honneur de Jamy Gourmaud, animateur de l'émission de télévision française C'est pas sorcier.